# اتین-فرانسوا لوتورنر
اتین-فرانسوا لوتورنر (فرانسوی: Étienne-François Letourneur‎; ۱۵ مارس ۱۷۵۱ – ۴ اکتبر ۱۸۱۷) سیاستمدار، حقوق‌دان و ژنرال اهل فرانسه بود.
او ابتدا به عضویت شورای بزرگان دیرکتوار فرانسه درآمد و سپس در ۲ نوامبر ۱۷۹۵ به ریاست دیرکتوار ارتقا یافت. لوتورنر در آوریل ۱۷۹۷ بازنشسته شد و پس از آن به‌عنوان ژنرال به ارتش انقلابی فرانسه پیوست.